# 名古屋市立天子田小学校
名古屋市立天子田小学校（なごやしりつあまこだしょうがっこう）は愛知県名古屋市守山区天子田にある市立小学校。

## 沿革
- 1974年 (昭和49年） - 名古屋市立大森小学校分校として設立。
- 1975年 (昭和50年） - 名古屋市立大森小学校分校が名古屋市立天子田小学校として独立。
- 1979年 (昭和54年） - 天子田小学校分校設立。
- 1980年 (昭和55年） - 天子田小学校分校が名古屋市立森孝西小学校として独立。

## 教育目標
人間性豊かで、心身ともに健全な児童の育成。
- たくましく元気に生活する子
- すすんで学ぶ子
- 自分もまわりの人も大切にする子

## 学区
- 天子田1丁目、天子田2丁目、天子田3丁目、天子田4丁目、原境町、向台1丁目、向台2丁目、向台3丁目

## アクセス

### 鉄道
名鉄
- ST 瀬戸線 大森・金城学院前駅下車、徒歩で約25分。

### 路線バス
- 名古屋市営バス「下市場」バス停（藤丘11号系統・小幡11号系統・森.郷系統）より徒歩約3分。